# Pawie oczko
Pawie oczko, gupik, gupik pawie oczko (Poecilia reticulata) – gatunek niewielkiej, południowoamerykańskiej ryby z rodziny piękniczkowatych (Poeciliidae). Jedna z najbardziej popularnych i najbardziej polimorficznych słodkowodnych ryb akwariowych, opisywana w literaturze pod wieloma nazwami synonimicznymi. Introdukowana do walki z larwami komarów w wielu krajach, na wszystkich kontynentach, poza Antarktydą. Charakteryzuje się wyraźnie zaznaczonym dymorfizmem płciowym przejawiającym się głównie w okazałości płetw i różnorodności ubarwienia samców. W hodowlach akwarystycznych wyselekcjonowano wiele standardów hodowlanych.

## Występowanie
Zasięg naturalny gupika obejmuje część Ameryki Południowej położoną na północ od Amazonki wraz z częścią wysp Antylskich. Najdalej na północ gatunek ten sięga do Wysp Dziewiczych, notowany był poza tym na wyspie Barbados i Trynidad. Z ojczystej Ameryki gupiki rozprzestrzenione zostały do innych rejonów świata. W większości przypadków do środowiska naturalnego trafiły najprawdopodobniej z hodowli. Stwierdzone zostały w środowisku naturalnym w różnych krajach Ameryki Środkowej (np. w Kostaryce, Meksyku, na Jamajce i Kubie), na wyspach Oceanii i w Australii, w krajach Azji południowej (np. w Indonezji, Indiach, Arabii Saudyjskiej), w Afryce (np. w Zambii, Ugandzie i RPA), w różnych krajach europejskich (w Albanii, Czechach, Słowacji, Holandii i na Węgrzech) oraz w USA.
Gupiki zamieszkują najróżniejsze typy zbiorników wodnych: stawy, kanały, rowy, a także rzeki, górskie strumyki i ujścia rzek wód słodkich i słonawych oraz przybrzeżne wody morskie w pobliżu estuariów. Ryby te wytrzymują szeroki zakres zasolenia, ale odmiany hodowlane wymagają dość wysokiej temperatury (23–24 °C) i wolno płynącej lub stojącej wody z obfitą roślinnością. Spotykane są nawet w silnie zanieczyszczonych zbiornikach. Gupiki przebywają zwykle w pobliżu powierzchni wody. Żywią się różnorodnym pokarmem, w zależności od zajmowanego środowiska: drobnym zooplanktonem (pierwotniaki, wrotki), skąposzczetami, owadami (zwłaszcza larwy muchówek) i glonami.

## Opis
Wielkość: samica do3 –7 cm, samiec do 1,5–4 cm.
Wygląd: wyraźny dymorfizm płciowy. Samiec smuklejszy i znacznie mniejszy, o niepowtarzalnym układzie różnokolorowych plam. Ma wydłużone płetwy grzbietową i ogonową. Samice są oliwkowo-szare, z beczułkowatym brzuchem (dojrzałe płciowo samice mają w okolicy płetwy odbytowej tzw. „plamę brzemienną”) i zaokrągloną płetwą odbytową. Samce odmian hodowlanych mają np. rozwiniętą płetwę ogonową (wyróżnia się wiele standardów płetw ogonowych gupika). Istnieje wiele odmian zróżnicowanych pod względem barwy i kształtu płetw. Dzikie, wyjściowe formy gupika w akwarystyce niemal niespotykane, hodowane jednak nadal przez wyspecjalizowanych akwarystów, ceniących formy naturalne, genetycznie czyste.

## Historia badań i ustalenie nazwy systematycznej
W 1850 roku muzeum zoologiczne byłej Królewskiej Akademii Nauk w Berlinie otrzymało przesyłkę gupików z Wenezueli. Kustosz muzeum Wilhelm Peters zbadał je, a wyniki swych badań opublikował 9 czerwca 1859 w miesięczniku Akademii Nauk w Berlinie i nadał tym rybom nazwę Poecilia reticulata. Nazwa zwyczajowa gatunku – gupik (ang. guppy) – pochodzi od nazwiska jednego z angielskich badaczy Roberta Johna Lechmere Guppy’ego, który niezależnie odkrył ten gatunek na Trynidadzie. Na jego cześć rybie nadana została, niezaakceptowana później, nazwa łacińska Girardinus guppii. W 1861 zakonserwowane ryby pochodzące z Barbados przesłano do muzeum w Turynie. Zostały zbadane przez Filippo De Filippiego, który stwierdził odchylenia w budowie gonopodium i stworzył dla nich nowy rodzaj: „Lebistes”. W 1866 Robert John Lechmere Guppy wysłał z Trynidadu kilka egzemplarzy tych ryb do Muzeum Brytyjskiego w Londynie. Zbadał je zoolog Albert Günther i nie uznał tych ryb za identyczne z Poecilia reticulata. Od nazwiska uczonego, który przesłał badane okazy nadał im nazwę Girardinus guppii. W 1906 angielski ichtiolog Charles Tate Regan po raz pierwszy opublikował wyniki badań na temat „pawich oczek”, na podstawie okazów otrzymanych z Trynidadu od Guppyego. Były to 2 samce, które różniły się barwą. Dopiero w 1910 roku angielski hodowca ryb J.A.M. Vivian rozpoczął hodowlę tych okazów w jednym akwarium i stwierdził, że ryby te łatwo krzyżują się między sobą. Ogłosił, że są to ryby tego samego gatunku tylko opisane pod innymi nazwami. Obecnie ten gatunek znany jest powszechnie jako gupik (ang. guppy). Nazwa ta stała się popularna na całym świecie i utrzymuje się nawet po kolejnych rewizjach nazwy naukowej.

## Historia hodowli

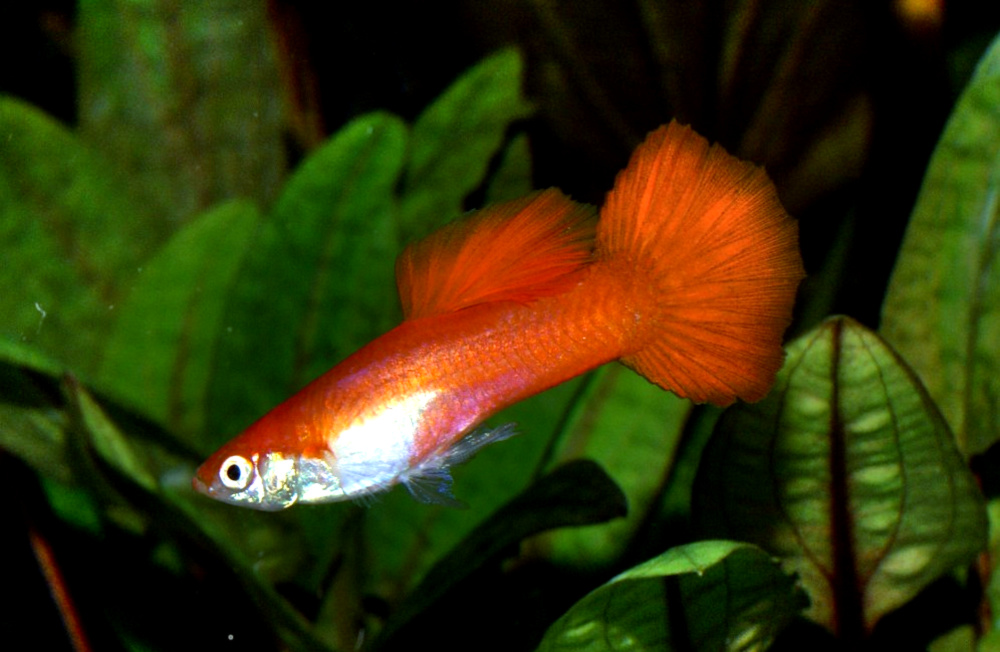
Samiec odmiany czerwonej

Pierwsze wzmianki o gupiku, jako rybie hodowanej przez akwarystów, pojawiły się w 1908 roku, kiedy to John Paul Arnold dokładnie opisał ten gatunek. Właśnie około 1908 sprowadzano do Niemiec, pierwsze partie gupików. Pierwszy pokaz gupików na wystawie, wraz z towarzyszącym mu konkursem, miał miejsce w 1911 w Sankt Petersburgu, a następnie w Berlinie. Powstały wówczas także pierwsze stowarzyszenia hodowców (np. FGBS w Londynie). Zainteresowanie gupikiem wzrosło jeszcze bardziej po II wojnie światowej. Pierwsza obszerna publikacja na temat tej ryby ukazała się w 1946 w Wielkiej Brytanii pod tytułem The Guppy, a jej autorem był A. Fraser-Brunner. W 1955 odbyła się międzynarodowa wystawa w Hannoverze, którą wygrał Amerykanin niemieckiego pochodzenia Paul Hähnel, od tej pory nazywany „Królem Gupików”. Od 1977 organizowane są coroczne mistrzostwa Europy hodowców. Gupik był i jest popularną rybą akwariową także w Polsce. Pierwsze stowarzyszenie polskich hodowców powstało w 1968, jako sekcja przy Kole Polskim Związku Miłośników Akwarium. Cztery lata później, Zarząd Główny Polskiego Związku Akwarystów powołał klub akwarystów-specjalistów, zajmujących się właśnie hodowlą gupika. W 1972 odbył się także pierwszy ogólnopolski konkurs pawich oczek w Kaliszu.

## Hodowla

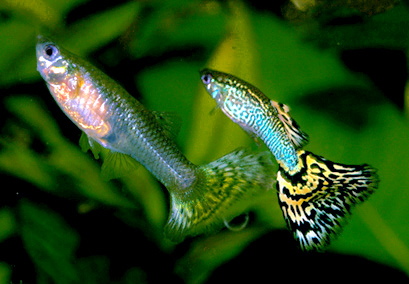
Para odmiany hodowlanej Triangel

Ryba ta nie wymaga dużego akwarium, uchodzi za łatwą w hodowli, jednak w przypadku odmian hodowlanych zalecana jest jedynie doświadczonym akwarystom. Jej hodowla wymaga czasu, cierpliwości oraz znajomości zasad dziedziczenia. Minimalna zalecana pojemność zbiornika to ok. 25 litrów dla jednego samca i trzech samic, przy gęstej obsadzie roślinności. Niektórzy hodowcy sugerują nawet, że w akwariach hodowlanych, na czas rozrodu, należy zapewnić 15 litrów dla jednego samca i dwóch samic. Młode po urodzeniu są odławiane do większego zbiornika. Optymalna temperatura to 20–23 °C (pH ok. 7), rasowe odmiany są bardziej wrażliwe i wymagają wyższej temperatury (nawet do 27 °C). Zalecana twardość wody to >11 °N, a pH 6,5–8. Woda powinna zawierać dodatek niewielkiej ilości soli akwarystycznej, która zabija pierwotniaki oraz reguluje przemianę materii ryb.
Pokarm: Gupik jest rybą wszystkożerną. Chętnie spożywa każdy rodzaj pokarmu, musi być jednak karmiony w sposób urozmaicony. Monotonna dieta (szczególnie oparta na sztucznym pokarmie) jest dla gupików szkodliwa. Uwielbia polować na żywe larwy komarów: ochotkę i wodzienia, mniejsze żywe dafnie i na narybek. Można również podawać zmrożone i posiekane dżdżownice, mrożone serce wołowe, mrożoną ochotkę, mrożony wodzień, pokarmy płatkowe roślinne i suszone dafnie. Do prawidłowego rozwoju wymagają również pokarmu roślinnego (glony). Można też podawać rozdrobnione liście szpinaku i sałaty, oraz rozmoczone płatki owsiane i kaszę mannę.
Należy starannie dobrać obsadę akwarium, w którym hodowane są gupiki. Długie i kolorowe płetwy samców mogą stać się łupem ryb (takich jak brzanka sumatrzańska), lubiących „podgryzać” płetwy innym osobnikom. Ważny jest też właściwy dobór proporcji płci gupików. Samce niemal cały swój czas dzielą pomiędzy odżywianie się i ściganie samic w celu zapłodnienia. Stąd też należy zadbać, aby na jednego samca przypadały co najmniej dwie lub trzy samice. W przeciwnym wypadku samice będą stale zestresowane i wyczerpane ciągłymi zalotami.

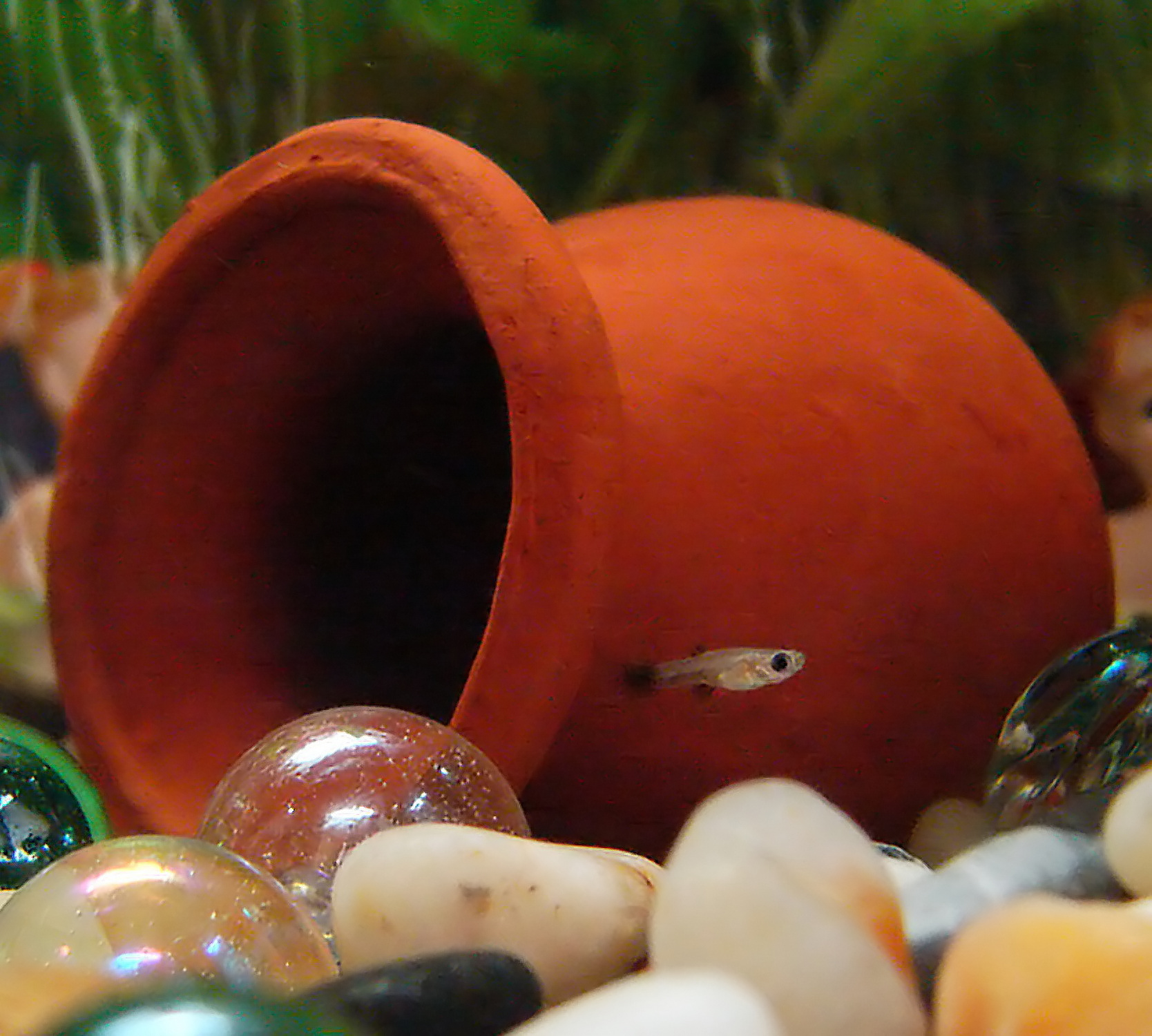
Jednotygodniowy osobnik w akwarium

## Rozmnażanie
Gupiki są rybami jajożyworodnymi, samice nie składają ikry, lecz rodzą w pełni ukształtowane młode, gotowe do samodzielnego życia. Do rozmnażania odpowiednia jest temperatura wody od 22 °C do nawet 30 °C najczęściej w Polsce to ok. 26-27 °C. Przy prawidłowych parametrach wody, rozmnażanie tego gatunku nie sprawia żadnych kłopotów. Zapłodnienie ma charakter wewnętrzny, samiec dokonuje go za pomocą płetwy odbytowej przekształconej w gonopodium. Ciąża trwa około 22–26 dni. Tuż przed samym porodem dobrze jest umieścić samicę w specjalnym kotniku akwarystycznym (zanurzanej w zbiorniku plastikowej klatce). W ten sposób narybek zostanie uchroniony przed zjedzeniem przez matkę lub starsze osobniki (kotnik nie jest niezbędny, jeśli w akwarium jest bardzo dużo roślin i mało ryb, ale i tak nawet wówczas trzeba się liczyć ze stratą dużej części młodych gupików). Poród trwa zwykle kilka godzin. Liczba małych rybek zależy od wzrostu, wymiarów i warunków życia samicy. Jest ich od kilku do kilkudziesięciu, a nawet do 250. Małe rybki należy karmić specjalnym pokarmem pyłowym dostępnym w sklepach akwarystycznych. Na pierwsze kilka dni wystarczyć jednak może gotowane i roztarte żółtko jaja kurzego.
Samica gotowa jest do kolejnego zapłodnienia już w kilka godzin po porodzie. Jeżeli do zbliżenia nie dojdzie, może użyć spermy tego samego samca, którą jest w stanie magazynować. W ten sposób potrafi zajść w ciążę nawet 4 razy z rzędu.
Rozwój zarodków następuje w temperaturze od 18.5 °C do nawet 31 °C.
Hodowla gupików polega na wybieraniu i krzyżowaniu osobników o najlepszych cechach, takich jak kształt ogona, czy barwa. Ponieważ kojarzy się zwykle osobniki z tej samej hodowli, jest to chów wsobny. W hodowlach akwariowych uzyskiwano też krzyżówki gupika z molinezją. U mieszańca molinezji ostroustej i gupika badano czerniaka.

## Standardy hodowlane gupika

A – Wachlarz, B – Triangel, C – Welon, D – Proporczyk, E – Dwumiecz, F – Górny miecz, G – Dolny miecz, H – Lira, I – Łopatka, J – Płomyk, K – Rakietka, L – Igiełka

Na potrzeby akwarystów, którzy swoje okazy coraz częściej zaczęli wystawiać na specjalnych wystawach i konkursach, opracowano szczegółowe normy. Normy te związane są z systemem punktacji, oceniającym głównie wielkość, kształt płetwy ogonowej i grzbietowej, kształt i odpowiednie proporcje ciała, sposób pływania, a także barwę ciała i płetw.
Aktualnie wyróżnia się 12 standardowych rodzajów gupików, wydzielonych głównie na podstawie kształtu płetwy ogonowej:
- A – wachlarz – płetwa ogonowa powinna mieć kształt wąskiego trójkąta, którego wierzchołek tworzy odpowiedni kąt,
- B – triangel – płetwa ogonowa powinna mieć kształt szerokiego trójkąta, którego kąt wierzchołkowy ma odpowiednią ilość stopni,
- C – welon – płetwa ogonowa długa, jej górna i dolna krawędź mają być łukowato wygięte, a tylna krawędź powinna być wklęsła,
- D – proporczyk – płetwa ogonowa powinna mieć kształt wydłużonego prostokąta, zaokrąglonego u nasady,
- E – dwumiecz – płetwa ogonowa powinna być owalna, a jej górne i dolne promienie muszą być mieczowato wydłużone (kształt mieczy),
- F – górny miecz – płetwa ogonowa owalna, a jej górne promienie muszą być mieczowato wydłużone i biec równolegle do osi ciała,
- G – dolny miecz – płetwa ogonowa powinna mieć kształt owalny, jej dolne promienie wydłużone w kształcie miecza,
- H – lira – płetwa ogonowa powinna przypominać kształtem lirę,
- I – łopatka – płetwa ogonowa w kształcie łopatki saperskiej,
- J – płomyk – płetwa ogonowa o kształcie płomienia świecy,
- K – rakietka – płetwa ogonowa okrągła o kształcie rakietki ping-pongowej,
- L – igiełka – płetwa powinna być okrągła i wydłużona na kształt igły.

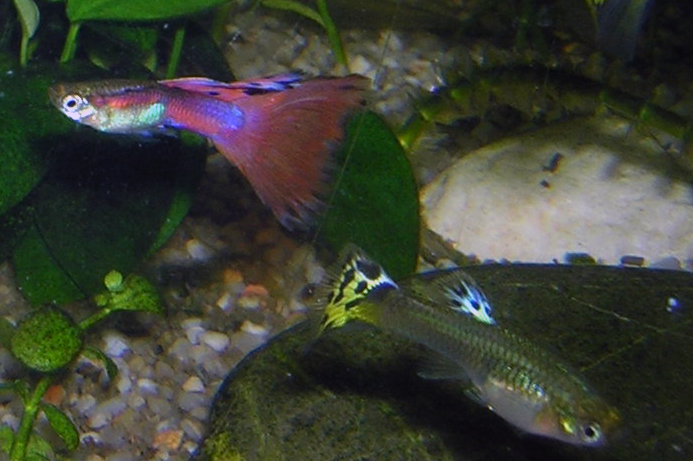
Para odmiany hodowlanej Triangel

## Wykorzystanie gupika
- Jako pokarm dla innych ryb akwariowych. Po raz pierwszy Paul Hähnel zakupił gupiki z przeznaczeniem na karmę dla swoich pielęgnic i wyhodował nowe odmiany, które zapoczątkowały planową hodowlę i rozmnażanie tych ryb[17]. Nawet obecnie niewyselekcjonowane odmiany gupika traktowane są jako gatunek niepożądany w hodowli (tzw. „chwast rybi”) i stosowane są jako karma dla innych ryb akwariowych[18].
- Zalecany do badań laboratoryjnych związanych z oceną skażenia środowiska naturalnego[19].
- Ze względu na znaczne różnice w kolorystyce, zmienność kształtów i łatwość rozmnażania się, używany jest do badań genetycznych[12].
- Wprowadzony do środowiska naturalnego np. w Kalifornii, w nadziei, że będzie zjadać larwy komarów, którymi żywią się w naturalnym środowisku i tym samym zapobiegać rozprzestrzenianiu się malarii. W nowym miejscu gupik zmienił jednak zwyczaje żywieniowe (ograniczył udział larw komarów w diecie) i w dodatku stał się nosicielem egzotycznych, pasożytniczych przywr (Trematoda). W wielu rejonach stał się zagrożeniem dla rodzimych gatunków ryb w naturalnych zbiornikach wodnych[20].
- Jako popularna ryba ozdobna, której hodowlę w akwariach zapoczątkował Paul Hähnel. Od tego czasu wielu hodowców wystawia swoje okazy na krajowych i międzynarodowych wystawach.
- Jest jedną z najprostszych ryb w hodowli i utrzymaniu – są to jedne z najpopularniejszych ryb, szczególnie wśród początkujących akwarystów.
- 7 lipca 1976, podczas lotu statku kosmicznego Sojuz 21 pilotowanym przez Borysa Wołynowa i Witalija Żołobowa przeprowadzono badania m.in. pod kątem zachowania się gupików w stanie nieważkości[21].
- Wizerunek gupika wykorzystywany był na znaczkach pocztowych.

## Choroby
Gupiki zapadają na choroby charakterystyczne dla wszystkich ryb akwariowych, takie jak: pleśniawka, ichtiosporidioza, czy mykobakterioza.
Jedną z groźniejszych chorób na jakie zapadają gupiki jest choroba wywoływana przez pasożytniczego pierwotniaka Tetrahymena corlissi.